# Усі ми трохи дивакуваті: міф про масовість та кінець конформізму
Усі ми трохи дивакуваті: міф про масовість та кінець конформізму (англ. We Are All Weird: The Myth of Mass and The End of Compliance by Seth Godin) - книжка американського підприємця та маркетолога, автора світових бестселерів Сета Ґодіна, в минулому віце-президента Yahoo!.
Вперше опублікована в 2011 році. 

## Огляд книги
Це книга-маніфест, книга про вибір - вибір ставитись до різних людей по-різному та усвідомлювати, що кожен заслуговує гідного ставлення, порозуміння, поваги та прагне бути почутим іншими. 
Поколіннями політологи, маркетологи, підприємці намагались заманити нас в свої пута та змусити слідувати їхнім ідеям, що купити, використати чи навіть чого бажати. В індустріальному світі це діяло. За словами Ґодіна нова ера - це ера індивідуалізму, і вона залежить від нас. Люди, наділені більшим вибором, інтересами та можливістю ефективно їх застосувати йдуть попереду та сприймають світ по-іншому. За умов різноманітності вибору ми отримуємо змогу на повноцінне життя та процвітання. 
Автор робить дискурс в історію та пояснює як ми стали заручниками мас, щоб нас сприймали як «нормальних». Жодних відхилень від усталених рамок. Інших, хто не слідував загальноприйнятим правилам, прозивали «ненормальними». Саме такими в минулому відлюдькуватими зараз ми пишаємось; згадайте віртуоза, який в дитинстві постійно грав на музичному інструменті замість того, щоб гуляти в дворі. Так, це вважалось дивним, але з часом все перевернулось. . 
Автор проголошує кінець масовості у всьому - політиці, економіці, виробництві та освіті. 
Обирайте індивідуалізм, унікальність та слідуйте тому, що має для вас значення. Будьте собою та насолоджуйтесь цим!

## Переклад українською
- Ґодін, Сет. Усі ми трохи дивакуваті: міф про масовість та кінець конформізму / пер. Зорина Корабліна. К.: Наш Формат, 2016. —  104 с. — ISBN 978-617-7279-59-3